# Black Butler
Black Butler (jap. 黒執事, Kuroshitsuji, dt. „Schwarzer Butler“) ist ein von Yana Toboso geschriebener und gezeichneter Manga. Er wurde erstmals im September 2006 innerhalb des Shōnen-Manga-Magazins Gekkan GFantasy veröffentlicht. Der noch immer fortlaufende Manga wurde im Jahr 2008 als gleichnamige Anime-Fernsehserie adaptiert, die 2010, 2014, 2024 und 2025 vier Fortsetzungen erhielt. Außerdem erschien in Japan 2014 ein Realfilm auf Basis des Mangas, drei Musicals und 2017 ein Anime-Kinofilm mit dem Titel Black Butler: Book of the Atlantic.

## Handlung
Im Manga und im Anime dreht es sich um das Leben des 12-jährigen Briten Ciel Phantomhive und seines Butlers Sebastian Michaelis im 19. Jahrhundert, dem viktorianischen Zeitalter. In seiner Kindheit verlor Ciel durch einen gelegten Brand seine Eltern, wobei er selbst von einer Sekte verschleppt und einen Monat lang für okkulte Zeremonien missbraucht wurde. Ciels Hass auf diejenigen, welche ihn misshandelten, beschwört einen Dämon, mit welchem er einen Vertrag schließt. Dieser Dämon soll von nun an unter dem Namen Sebastian Michaelis als sein Butler agieren, ihn niemals anlügen, als sein Schild und Schwert fungieren und jedem seiner Befehle Folge leisten. Als Gegenleistung erhält Sebastian Ciels Seele, sobald dieser seine Rache an denen, die ihn gedemütigt haben, vollzogen hat.

## Charaktere

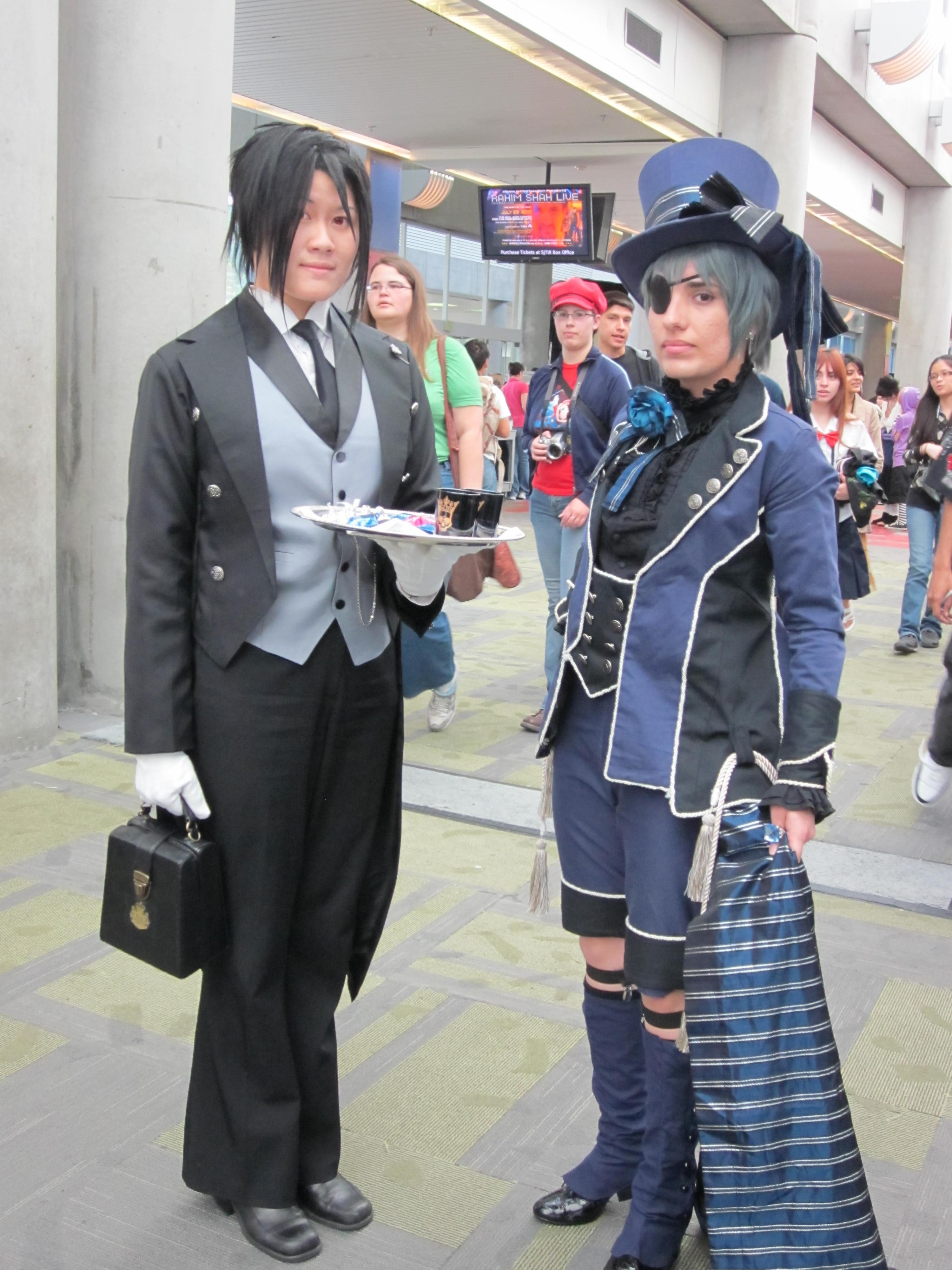
Cosplayer der Hauptcharaktere Sebastian Michaelis und Ciel Phantomhive

### Hauptcharaktere
Sebastian Michaelis (セバスチャン・ミカエリス, Sebasuchan Mikaerisu)
Sebastian ist der Teufel, mit dem der 12-jährige adelige Ciel Phantomhive einen Vertrag schloss, um sich an all denen zu rächen, die den Namen der Phantomhives beschmutzt haben. Sebastian tritt in der Erscheinung eines hochgewachsenen, schwarzhaarigen Mannes mit roten (im dämonischen Status leuchtenden) Augen auf und stellt Ciels Butler dar. Sowohl seine wahre Gestalt als auch sein wirklicher Name sind unbekannt, wobei er aber  einer der mächtigsten Teufel ist, der bereits zu Zeiten von King Edward III die Pest in Europa verbreitete. Auch wenn er seine Aufgaben stets gewissenhaft und perfekt ausführt, zeigt Sebastian, dass er die Rolle als Butler mit einer gewissen Ironie betrachtet, und lässt gern sarkastische Kommentare gegenüber seinem Meister fallen, die Ciel hin und wieder zum Rasen bringen. Außerdem versucht er, Ciels Handeln in eine gewisse Richtung zu lenken, um so den Geschmack seiner Seele für ihn vollkommen zu machen. Sebastian hasst Hunde und hat eine große Schwäche für Katzen jeglicher Art, darf sich aber keine halten, da Ciel allergisch gegen Katzen ist. Es kann vorkommen, dass er seinen Herrn ignoriert, wenn ihm eine Katze über den Weg läuft.
Ciel Phantomhive (シエル・ファントムハイヴ, Shieru Fantomuhaivu, auch genannt Der ruchlose Adlige oder Wachhund der Königin)
Ciel ist, trotz seines zarten Alters von gerade einmal zwölf Jahren (wird im Laufe der Geschichte 13), das Oberhaupt der Familie Phantomhive und Vorstand der erfolgreichen Firma „Phantomhive Co.“, die sich hauptsächlich mit der Spielzeug-Industrie, später jedoch auch mit der Gastronomie beschäftigt. Während er in seiner Kindheit ein sorgloser und fröhlicher Junge war, kippt dieses Verhalten nach dem Mord an seinen Eltern, die wegen eines Feuers im eigenen Haus umgekommen sind, komplett um und er wird zu einem verbitterten Taktiker der sich verzweifelt an seinen Hass klammert, um daraus die nötige Stärke für seine Tätersuche zu ziehen. Auch ist er darauf aus jedes 'Spiel' zu gewinnen. Hierbei betrachtet er alle seine Mitmenschen lediglich als Schachfiguren. Sebastian zum Beispiel betrachtet er lediglich als einen Springer, der sich über das ganze Feld bewegen kann. Außerdem ist er jederzeit bereit, die Regeln zu brechen, um ein Spiel zu gewinnen. Lediglich in Gegenwart von Menschen wie seiner Verlobten „Lizzy“, welche auch seine Cousine ist, wird deutlich, dass ihm diese – trotz seines Stolzes – nicht vollkommen gleichgültig sind.

### Phantomhive-Haushalt
Die Hausangestellten der Phantomhives sind allesamt ziemlich tollpatschig und unfähig, was ihren Beruf als Angestellte angeht. Es stellt sich jedoch heraus, dass diese aus einem komplett anderen Grund eingestellt wurden und mehr dazu dienen, das Anwesen mit ihren doch sehr beachtlichen Fähigkeiten zu beschützen und den jungen Herren zu bewachen.
Bardroy
Auch Bard genannt, ist der vollkommen talentfreie Koch des Phantomhive Haushaltes. Dies mag wohl hauptsächlich an seiner sehr fragwürdigen Zubereitungsmethode liegen, die sich im Flambieren erschöpft, doch da Sebastian dies meistens wieder in Ordnung bringt, bekommen Ciel und seine Gäste stets ein vorzügliches Menü. Bard war früher Soldat und wurde nach einer verlorenen Schlacht von Sebastian als Koch angeheuert. Bard hatte in dieser Schlacht alles und jeden verloren. Es stellt sich heraus, dass er es sich einfach nicht vorstellen kann wie es ist, langsam zu kochen und normal zu leben. Es erscheint ihm immer wieder wie ein Traum, denn im Krieg musste alles schnell gehen. Ob das Essen oder lebenswichtige Entscheidungen. Er hat immer noch alte Kontakte zu Waffenbauern und ähnlichem, sodass er immer mit den neusten Waffen ausgestattet ist und diese im Ernstfall natürlich auch benutzt.
Finnian
Oft Finny genannt, ist der Gärtner der Phantomhives. Er wurde früher gefangen gehalten, wobei viel mit ihm experimentiert wurde, wodurch er extreme körperliche Kräfte hat und das Ausreißen eines Baumes die kleinste Anstrengung für ihn darstellt. Er wurde schließlich von Sebastian befreit und als Dankbarkeit dafür, dass er gerettet wurde und nun die Gelegenheit hat, immer draußen zu sein, beschützt er das Anwesen.
Maylene
Sie ist das, durch ihre kaputte Brille, tollpatschige Hausmädchen der Phantomhives. Maylene ist extrem weitsichtig, wodurch sie eine hervorragende Schützin ist und zum Zielen nur ihre Augen braucht. Dementsprechend hat sie auch früher als Killerin gearbeitet, bis Sebastian kam und ihr einen Job als Hausmädchen anbot. Sie bekam von Ciel eine Brille, mit der sie wieder besser sehen kann und dafür ist sie ihrem Herrn sehr dankbar und hat geschworen, diesen gemeinsam mit dem Anwesen immer zu beschützen. Zudem hat sie eine große Schwäche für Sebastian, da sie nicht um seine wahre Identität als Dämon weiß.
Tanaka
Er ist der Butler des früheren Oberhauptes der Phantomhives. Er wird oftmals bloß als teetrinkender, kleiner Mann dargestellt, ist jedoch auf Grund seines großen Wissens über die Familie Phantomhive und als Meister des Katanas eine große Hilfe bei Ciels Missionen.
Snake
Er war der Schlangenmensch im Noah's Ark Circus und versuchte, Ciel zu ermorden, nachdem alle Mitglieder seiner Truppe von Sebastian und den anderen Angestellten des Phantomhive-Haushaltes getötet wurden. Ciel nahm ihn jedoch als Lakai in den Haushalt auf, um ihm ein neues Zuhause zu bieten, da er sein eigenes verloren hatte. Snake begleitet den Earl unter anderem bei seiner Kreuzfahrt mit der Campania.
Pluto
Pluto gehört nur im Anime zum Phantomhive-Haushalt. Der Teufelshund fungiert dort als eine Art Haustier, da er neben seiner menschlichen Form auch oft in Gestalt eines riesigen, weißen Hundes auftritt. Er wurde in den Haushalt aufgenommen, als Ciel von der Queen beauftragt wird, ein kleines Dorf in einen Kurort umzuwandeln, wobei er mit mehreren Morden konfrontiert wird und auf das Hausmädchen Angela trifft, für die Finny vom ersten Moment an schwärmt. Später stellt sich heraus, dass zumindest einer der Morde von Pluto begangen wurde, der Angela damit auf seine Art einen Gefallen tun wollte, da sie ihn in frühen Jahren gefunden und großgezogen hatte. Sie bittet Sebastian, welcher Pluto während seines Aufenthalts im Dorf notgedrungen dressiert, sich an ihrer statt um ihn zu kümmern. Ciel entschließt sich, ihr diesen Wunsch zu erfüllen, hauptsächlich aber nur, weil Sebastian Hunde hasst und er darin eine Gelegenheit sieht, ihn etwas zu ärgern.

### Adlige
Angelina „Madame Red“ DurlessAngelina Durless, die wegen ihrer roten Haare und Kleidung Madame Red genannt wird, ist die Schwester von Ciels Mutter und somit seine Tante. Sie verliebte sich damals in Ciels Vater Vincent, wodurch für sie eine Welt zusammenbrach, als dieser und Ciels Mutter ihre bevorstehende Hochzeit verkündeten. Sie heiratete schließlich den Baron Barnett, dem es scheinbar egal war, dass sie Vincent immer noch liebte, und wurde von ihm schwanger. Jedoch erlitten sie einen Unfall, bei welchem der Baron starb und Angelina ihr Kind und ihre Gebärmutter verlor. Auf Grund ihrer daraus schürenden Verzweiflung tötete sie die Prostituierten, die zu ihr ins Krankenhaus kamen, um eine Abtreibung vornehmen zu lassen, wobei sie schließlich auf den Shinigami Grell Sutcliff traf, der ihr dabei half. In der Öffentlichkeit und gegenüber Ciel ist sie jedoch weiter die liebende Tante, die sich um ihren Neffen sorgt und eigentlich stets gut gelaunt ist. Sie wird jedoch letztendlich von Grell Sutcliff ermordet, weil sie es nicht übers Herz brachte Ciel zu töten.
Elizabeth Ethel Cordelia MidfordSie ist die Tochter der Marquise Frances Midford und sowohl Cousine als auch Verlobte von Ciel Phantomhive. Elizabeth, oft „Lizzy“ genannt, liebt süße Sachen und niedliche Dinge. Da Ciel kaum Emotionen zeigt, will sie ihn immer aufheitern, um ihn zum Lachen zu bringen. Zwar übertreibt sie es dabei oft, weswegen Ciel dann wütend wird, jedoch gibt sie nicht auf, ihm sein Lachen wiederzugeben. Später stellt sich heraus, dass sie viele Geheimnisse Ciels kennt, und eine sehr gute Fechterin ist.
Prinz Soma Asman KadarEr ist 17 und der 26. Prinz von Bengalen. Prinz Soma ist nach England gekommen, um seine Dienerin Meena zu finden und zurückzuholen. Er wusste allerdings nicht, dass Meena freiwillig mit einem Adligen, dem Lord Harold West weggegangen war, um reich zu werden. Am Anfang machte er immer die Anderen für Fehler verantwortlich, lernt aber mit der Zeit in London Dinge aus verschiedenen Perspektiven zu betrachten und merkt, dass es nicht richtig war, andere für seine Fehler verantwortlich zu machen. Er bleibt in London, in Ciels Stadtvilla, um zu lernen wie man ein gestandener Mann wird.
AgniEr ist der Diener von Prinz Soma, der für ihn wie ein Gott ist. Er war früher ein Adliger in Indien mit dem Namen Arshad, da er zu der obersten Schicht der Priester gehörte. Er missbrauchte aber seine Stellung und fing sogar an, über die Götter zu lästern. Deswegen sollte er erhängt werden, aber genau in diesem Moment kam Prinz Soma und wollte, dass er sein Diener wird. Er schnitt ihm sein Haar ab und gab ihm den Namen Agni. Ab da verehrt Agni die Götter. Er besitzt auch die rechte Hand Gottes, mit der er der beste Kämpfer im Palast von Prinz Soma ist, und Curry wie ein Gott kochen kann.

### Shinigami
Grell SutcliffGrell ist ein Shinigami, die anfangs in der Rolle des etwas ungeschickten Butlers von Madame Red auftritt, bis sie sich beim Kampf gegen Sebastian zu erkennen gibt und ihre wahre Gestalt zeigt. Ihre Lieblingsfarbe ist Rot und dementsprechend hat Grell sehr lange rote Haare, trägt eine rote Brille und später den ehemaligen Mantel Madame Reds. Sie ist bisexuell und auch in Sebastian verliebt. Ihr Charakter kann innerhalb von Sekunden, bloß auf Grund eines falschen Wortes, komplett umkippen, von hitzköpfig, leidenschaftlich und einer bizarren Romantik hin zu starker Blutrünstigkeit und einem ausgeprägten Sadismus. Ihre Death Scythe (Todessense) ist eine Kettensäge die speziell für sie angefertigt wurde. Jedoch wird diese beschlagnahmt, da dies gegen die Regeln verstößt. Diese wird ihr jedoch in einem späteren Kampf, von William, zurückgegeben.
William T. SpearsWilliam ist einer der höher gestellten Shinigamis. Er hegt eine große Abneigung gegen Dämonen, was er auch keinesfalls zu vertuschen versucht, sobald er auf Sebastian trifft. Er hält sich immer streng an das Regelwerk und ist von Leuten wie Grell, die gegen dieses verstoßen, stets genervt. Ansonsten wird er eher emotionslos und kühl dargestellt. Seine Death Scythe ist eine Teleskopheckenschere, die er für so gut wie alles verwendet, auch um sich seine Brille zurechtzurücken.
UndertakerEr leitet ein Londoner Bestattungsunternehmen, welches Ciel aufgrund eines Falles aufgesucht hat, um von ihm Informationen über die ermordeten Prostituierten zu erlangen. Als Bezahlung verlangt dieser aber nicht die Pennys der Königin, sondern dass man ihn zum Lachen bringt. Undertaker schläft in einem Sarg und ist nie ohne eine Urne mit Keksen in Knochenform zu finden. Passend zu seinem etwas mysteriösen Auftreten ist auch seine Erscheinung. Er hat lange graue Haare, die seine Augen mit einem üppigen Pony verdecken. Er trägt außerdem einen langen und weiten schwarzen Mantel, wobei seine Hände oft verdeckt sind. Wenn sie aber doch einmal zum Vorschein kommen, erkennt man die langen schwarzen Fingernägel. Außerdem trägt er eine Art grauen Schal, der an seiner linken Schulter beginnt, darüber verläuft und unter seinem rechten Arm zusammengebunden ist. Des Weiteren trägt er auch zumeist einen schwarzen Hut und hochhackige Schuhe. Undertaker verachtet die Königin. In den späteren Kapiteln erfährt man, dass Undertaker ein pensionierter, aber sehr mächtiger Shinigami ist. Seine Death Scythe ist eine gewaltige Sense, in deren Stiel ein Skelett eingearbeitet ist. Am Anfang noch ein Charakter, den man nicht gut einordnen konnte, entpuppt er sich als ein sehr ernst zu nehmender Feind.
Ronald KnoxEr ist einer der jüngsten Shinigami und seine Death Scythe ist ein Rasenmäher, die er auf Grund einer Freundin in der Verwaltung genehmigt bekommen hat. Er zeigt sich den Vorgesetzten, wie William und Grell, stets respektvoll, was jedoch nicht unbedingt zu Sympathien führt, da er trotz allem sehr aufgeweckt und in den Augen Williams nervig ist. Zudem scheint er ebenfalls eine Abneigung gegen Dämonen zu hegen, die jedoch nicht so stark ausgeprägt ist wie bei William.

### Trancy-Haushalt
Die Familie Trancy taucht erst in der Serie Kuroshitsuji II auf, weswegen sämtliche Charaktere nur im Anime vertreten sind und im Manga keinerlei Rolle spielen.
Claude FaustusClaude ist in gewisser Weise der zweite Sebastian, denn auch er nimmt als Dämon die Rolle eines Butlers ein, um nach Erfüllung des Vertrages die Seele seines Meisters zu erhalten. Jedoch ist er charakterlich der komplette Gegensatz zu Sebastian. Er verzieht selten eine Miene und ist stets ernst, während sich Sebastian des Öfteren zu Scherzen hinreißen lässt, nicht zuletzt auf Kosten seines Meisters. Trotz des Vertrages lässt Claude ab und zu Zweifel in seiner Loyalität zu Alois erkennen und scheint die Aufgabe des Beschützens nicht einmal halb so ernst zu nehmen wie Sebastian. Er scheint das Ganze eher so zu sehen, so lange die Seele seines Meisters lebt, steht der Vertrag. Dies zeigt sich auch dadurch, dass er versucht, Ciels und Alois Seelen zu vermischen, da er Ciels Seele der von Alois stark vorzieht.
Alois TrancyAlois ist das Oberhaupt der Trancy-Familie, wobei allerdings nicht bekannt ist, welchen Aufgaben diese Adelsfamilie nachkommt, außer, dass sie eine ähnliche Bindung zu der Queen zu haben scheint, wie die Phantomhives. Auch ist Alois nicht der wirkliche Sohn dieser Familie, denn sein bürgerlicher Name ist Jim McCain, allerdings legte er diesen Namen nach dem Tod seines Bruders Luka ab und verschaffte sich mit der Hilfe Claudes Zugang zur Trancy-Familie. Er hat eine stark bipolare Persönlichkeit, welche immer zwischen einem fröhlichen und aufgeweckten Jungen und einem schlecht gelaunten und manchmal schon depressiven und angstvollen Menschen wechselt. Unter anderem scheint er ein besonderes Interesse an Ciel zu haben und ihn zu verfolgen. Dies zeugt vermutlich von seiner Vergangenheit, in welcher er stark misshandelt wurde. Außerdem wünscht er sich nichts sehnlicher, als von Claude Liebe zu erfahren und aufrichtig beschützt zu werden, wobei Claude dies als eine rein platonische Beziehung ansieht, was Alois manchmal fast in den Wahnsinn treibt. Bis zu seiner späteren Erkenntnis, wer ihn wirklich liebt, hofft er darauf, dass Claude seine Gefühle einmal erwidern wird. Zudem ist Alois ziemlich hinterlistig und sadistisch, was er meist an seinem Dienstmädchen Hannah auslässt. Dieses Verhalten bereut er später jedoch wahrscheinlich, da er herausfindet, dass sie mit Luka einen Vertrag eingegangen ist und deren Seele in ihr schlummert, darauf wartend, Alois wieder zu begegnen.
Hannah AnafelozHannah ist das Dienstmädchen des Trancy-Haushaltes und ebenfalls ein Dämon, welcher sogar das Dämonenschwert Laevateinn beherbergt. Sie ist sehr loyal gegenüber Alois Trancy, doch wird von ihm physisch als auch psychisch misshandelt. Doch scheint sie das stillschweigend hinzunehmen, was in der damaligen Zeit durchaus nichts Ungewöhnliches war. Jedoch erfährt man gegen Ende des Animes, dass sie vor längerer Zeit einen Vertrag mit Alois Trancys "Bruder" Luka hatte, da dieser sich für Alois wünschte, dass sein Traum des Massensterbens der sie umgebenen Dorfbewohner sich erfüllt. Hannah erklärt, dass sie Luka liebt und somit auch Alois, was einer der Gründe dafür sein könnte, dass sie Alois’ Misshandlungen ihr gegenüber ertrug, ohne von ihren Kräften Gebrauch zu machen. Sie geht schließlich einen weiteren Vertrag mit Alois ein, nachdem dieser erkennt, dass Hannah und Luka, dessen Seele in ihr wohnt, die Einzigen sind, von denen er Liebe erwarten kann.
Thompson, Timber und CanterburyAuch Thompson, Timber und Canterbury, die sowohl Dämonen als auch Drillinge sind, sind im Trancy Haushalt tätig. Sie unterhalten sich meistens nur untereinander, doch dies unhörbar.

### Sonstige
LauLau, auch genannt „lustiger Tiger der Neujahrsfeier“, ist ein chinesischer Opium-Händler, der sich im Moment in London aufhält und dort von Ciel gedeckt wird, damit er seine Geschäfte abwickeln und ausweiten kann. Als Gegenleistung dafür erhält Ciel von ihm bestimmte Waren oder Informationen. Er tritt oftmals als ein etwas zerstreuter und vergesslicher Chinese auf, wobei er seine Augen nur äußerst selten öffnet, ist aber eigentlich ein ernst zu nehmender Mensch, wobei er auch als Killer arbeitet. Zudem leitet er die Shanghaier Mafia.
Ran-MaoSie weicht nie von Laus Seite und spricht, wenn überhaupt, nur sehr einsilbig. Auffällig ist, dass sie immer nur sehr kurze chinesische Kleidung trägt, die ihre Rundungen stark betont. Sie ist die jüngere, aber nicht blutsverwandte Schwester von Lau. Sie ist eine Kämpferin, handelt aber nur auf Laus Befehle.
Viscount von Druitt (Aleister Chamber)Dieser steht am Anfang unter Verdacht, „Jack the Ripper“ zu sein, weswegen Ciel und Sebastian gegen ihn ermitteln. Es stellt sich jedoch heraus, dass dieser an vergleichsweise harmlosem Organhandel beteiligt ist. Er wird daraufhin verhaftet. Im Manga und im Anime genießt er immer wieder kurze Gastauftritte, in der Serie allerdings häufiger.
Queen VictoriaDie Queen ist wohl die Person mit den größten Unterschieden zwischen Anime und Manga. Während sie im Manga bis jetzt eine eher nebensächliche Rolle spielt und eine sehr aufgeweckte Person ist, die zwar stark ihrem verstorbenen Mann nachtrauert, sonst aber sehr höflich und um ihre Bürger besorgt ist, spielt sie im Anime eine sehr viel größere Rolle. Hier ist sie allerdings sehr verschlossen und spricht nur durch ihren Butler Ash. Außerdem ist sie im Anime stets verschleiert, sodass man sie bis zum Ende nie wirklich zu Gesicht bekommt.
Ash / AngelaAsh ist im Anime der private Butler der Königin und immer in weiß gekleidet. Seine Persönlichkeit ist vorerst ein großes Geheimnis, jedoch weist er von Anfang an große Ähnlichkeit zu der jungen Frau Angela auf. Die Erklärung: Ash ist ein Engel mit zwei Geschlechtern, wodurch Angela und Ash eine Person sind. Obwohl er extrem auf Reinheit fixiert ist und alles andere stark ablehnt, ist er gewillt, mit Sebastian gemeinsame Sache zu machen.

## Veröffentlichungen

### Manga
Die Manga-Reihe wird von der Künstlerin Yana Toboso gezeichnet. Seit dem 16. September 2006 wird der Manga innerhalb des monatlich erscheinenden Magazins Gekkan GFantasy veröffentlicht. Square Enix, ebenfalls Herausgeber des Magazins, publizierte beginnend ab dem 27. Februar 2007 zusammengefasste Kapitel der Reihe in bisher 34 Sammelbänden (Stand: Mai 2024).
Außerhalb von Japan wurde das Werk von Yen Press für den englischsprachigen Raum lizenziert. In Deutschland erscheint der Manga seit Juni 2010 beim Carlsen Verlag unter dem englischen Titel „Black Butler“, bisher in 33 Bänden. Außerdem erschien dort im Dezember 2012 der Black Butler Character Guide und im Juli 2015 der erste Band der Black Butler Artworks.
Am 17. Juni 2024 gab das Manga-Magazin G Fantasy auf dessen X-Account bekannt, dass der Manga vorerst nicht weitergeführt wird. Die Wiederaufnahme würde bekannt gegeben, sobald sie beschlossen sei. Nach einer zehnmonatigen Pause wird der Manga ab dem 18. April 2025 wieder im Magazin erscheinen.

### Anime
Die erste Fernsehserie, von A-1 Pictures animiert, wurde vom 3. Oktober 2008 bis 27. März 2009 kurz nach Mitternacht (und damit am vorherigen Fernsehtag) auf MBS ausgestrahlt. Eine Stunde später startete Chūbu Nippon Hōsō und mit bis zu vier Tagen Versatz TBS, Tōhoku Hōsō, Shizuoka Hōsō, Chūgoku Hōsō, Kumamoto Hōsō, Hokkaidō Hōsō, San’yō Hōsō TV und RKB Mainichi Hōsō. Eine landesweite Ausstrahlung folgte ab 5. November auf Aniplex, sowie als Video-on-Demand (VOD) seit dem 17. Oktober bei ShowTime. Regie führte Toshiya Shinohara. Charakterdesignerin war Minako Shiba, die künstlerische Leitung übernahm Hiromasa Ogura und das Drehbuch stammt von Mari Okada. Die Handlungen von Anime und Manga sind zu Beginn sehr ähnlich, später unterscheiden sie sich. Die 24 Folgen erschienen in Japan zudem von Januar bis September 2009 auf 9 DVDs und Blu-rays, wobei die letzte eine Bonusfolge enthielt.
Die zweite Staffel wurde vom 2. Juli bis 17. September 2010 kurz nach Mitternacht auf MBS ausgestrahlt, sowie mit einigen Tagen Versatz auch auf den weiteren Sendern der ersten Staffel. Außerdem folgte Streaming auf Nico Nico Dōga, Bandai Channel, für Mobiltelefone auf AnimeMobi und als VOD bei ShowTime. Sie handelt von einem neuen Butler und Meister, in der Rolle des neuen Butlers Claude Faustus wird Takahiro Sakurai zu hören sein, die Rolle des Masters Alois Trancy wird Nana Mizuki übernehmen. Beide Charaktere wurden ebenfalls von Yana Toboso entworfen. Ciel und Sebastian sind aber auch weiterhin Hauptcharaktere der Serie. In Japan erschienen die 12 Folgen zwischen September 2010 und Mai 2011 auf 9 DVDs/Blu-rays, mit 6 weiteren Bonusfolgen.
Beide Staffeln sind komplett inklusive der OVA-Reihe beim Anime-Label Kazé Deutschland in insgesamt 7 DVD-Boxen in Deutschland, Österreich und der Schweiz erschienen.
Die dritte Staffel Kuroshitsuji: Book of Circus unter der Regie von Noriyuki Abe behandelt die Zirkuskapitel des Mangas, welche auch neue Charaktere vorstellt. In dieser geht es darum, dass die Queen sich Sorgen um das Verschwinden von Kindern im Bezug auf den Zirkus Noah’s Arc, welcher sich in London befindet, macht, und Ciel beauftragt dieser Sache auf den Grund zu gehen, woraufhin Ciel sich mit seinem Butler Sebastian zusammen undercover bei dem Zirkus arbeiten. Sie lief mit 10 Folgen vom 11. Juli bis 12. September 2014 auf MBS, sowie mit ein/zwei Tagen Versatz auch auf TBS, CBC und BS-TBS. Die 10 Folgen wurden zwischen August und Dezember 2014 auf 5 DVDs/Blu-rays veröffentlicht.
Am 25. Oktober und 15. November 2014 wurde die zweiteilige Fortsetzung Kuroshitsuji: Book of Murder in 10 japanischen Kinos als Vorabpremiere aufgeführt, sowie am 28. Januar und 25. Februar 2015 regulär auf DVD/Blu-ray veröffentlicht.
Am 21. Januar 2017 startete im japanischen Kino die Anime-Verfilmung Black Butler: Book of the Atlantic.
Vom 13. April bis 22. Juni 2024 wurde eine elf Episoden umfassende vierte Staffel ausgestrahlt, die den Titel 黒執事 -寄宿学校編- Kuroshitsuji Kishuku Gakkō-hen trägt. Sie wurde produziert im Studio CloverWorks.
2024 wurde eine fünfte Staffel angekündigt, die vom 5. April bis 28. Juni 2025 im japanischen Fernsehen gezeigt wurde und den Titel 黒執事 -緑の魔女編- Kuroshitsuji Midori no Majo-hen trug. Sie entstand erneut im Studio Cloverworks und zählt 13 Episoden.

#### Synchronisation
Die deutsche Synchronisation wurde von TV+Synchron in Berlin hergestellt. Das Dialogbuch wurde von Sebastian Michaelis’ Sprecher Bernhard Völger geschrieben.
| Rolle                | Japanischer Sprecher (Seiyū) | Deutscher Sprecher   |
| -------------------- | ---------------------------- | -------------------- |
| Sebastian Michaelis  | Daisuke Ono                  | Bernhard Völger      |
| Ciel Phantomhive     | Maaya Sakamoto               | Sebastian Fitzner    |
| Alois Trancy         | Nana Mizuki                  | Christian Zeiger     |
| Claude Faustus       | Takahiro Sakurai             | Matthias Deutelmoser |
| Hannah Anafeloz      | Aya Hirano                   | Heide Domanowski     |
| Tanaka               | Shunji Fujimura              | Joachim Siebenschuh  |
| Finnian              | Yūki Kaji                    | Dirk Petrick         |
| Bardroy              | Hiroki Tōchi                 | Felix Spieß          |
| Maylene              | Emiri Katō                   | Anja Rybiczka        |
| Madame Red           | Romi Paku                    | Nadja Reichardt      |
| William T. Spears    | Noriaki Sugiyama             | Christian Gaul       |
| Grell Sutcliff       | Jun Fukuyama                 | Julien Haggège       |
| Undertaker           | Jun’ichi Suwabe              | Michael Pan          |
| Lau                  | Kōji Yusa                    | Till Völger          |
| Ran-Mao              | Sayuri Yahagi                | Rubina Kuraoka       |
| Elizabeth Middleford | Yukari Tamura                | Olivia Büschken      |
| Viscount von Druitt  | Tatsuhisa Suzuki             | Karlo Hackenberger   |
| Agni                 | Hiroki Yasumoto              | Jaron Löwenberg      |
| Soma                 | Shinnosuke Tachibana         | Alexander Doering    |
| Fred Abberline       | Hisayoshi Suganuma           | Thomas Schmuckert    |
| Paula                | Yui Itsuki                   | Luisa Wietzorek      |
| Angela Blanc         | Akiko Yajima                 | Schaukje Könning     |
| Ash Landers          | Satoshi Hino                 | Rainer Doering       |
| Meena                | Yūko Gotō                    | Antje von der Ahe    |

#### Musik
Der Soundtrack der ersten beiden Serien stammt von Taku Iwasaki und ab Book of Circus von Yasunori Mitsuda.
Das Titellied der ersten Staffel Monochrome no Kiss stammt von der Band SID. Im Abspann wurde für die ersten 13 Folgen I’m alive von Becca verwendet und ab Folge 14, sowie in der Bonusfolge Lacrimosa von Kalafina.
Das Titellied der zweiten Staffel wurde von The GazettE beigesteuert und erschien am 21. Juli 2010 als Single mit dem Titel Shiver. Im Abspann wurde Bird von Yuya Matsushita verwendet, außer für die Folgen 8, 12 und die Bonusfolgen die Kagayaku Sora no Shijima ni wa (輝く空の静寂には) von Kalafina nutzten.
In der dritten Staffel wurde im Vorspann als Titellied Enamel von SID verwendet und im Abspann Aoki Tsuki Michite (蒼き月満ちて) von Akira.

### Hörspiel
Am 10. August 2007 wurde eine Hörspiel-CD von Frontier Works herausgebracht. Anschließend folgte eine weitere CD am 26. November 2008 unter dem Label Aniplex.

#### Synchronisation
| Rolle               | japanischer Sprecher (Seiyū) |
| ------------------- | ---------------------------- |
| Sebastian Michaelis | Toshiyuki Morikawa           |
| Ciel Phantomhive    | Miyuki Sawashiro             |
| Tanaka              | Mugihito                     |
| Finnian             | Motoki Takagi                |
| Bardroy             | Rikiya Koyama                |
| Maylene             | Fumiko Orikasa               |

### Musical
Ongaku Maitō Kuroshitsuji – Sono Shitsuji, Yūkō (音楽舞闘会 黒執事 〜その執事、友好〜) ist eine Musical-Adaption des Mangas und lief im Sunshine Theater in Ikebukuro, Tokio zwischen dem 28. Mai und dem 7. Juni 2009. Yūya Matsushita stellte Sebastian Michaelis da, während Shōgo Sakamoto Ciel Phantomhive verkörperte und Uehara Takuya Grell Sutcliff darstellte.
Musical Kuroshitsuji – The Most Beautiful DEATH in The World – Sen no Tamashii to Ochita Shinigami (ミュージカル黒執事 -The Most Beautiful DEATH in The World- 千の魂と堕ちた死神) ist die zweite Musical-Adaption des Mangas und lief vom 3. bis 9. Mai 2010 im Akasaka Act Theater in Akasaka, Tokio, vom 15. bis 16. Mai 2010 in der Bürgerhalle von Kasugai, sowie vom 21. bis 23. Mai 2010 im Ion-ka Shōhin Theater Brava! in Osaka. Yūya Matsushita stellte erneut den Butler Sebastian Michaelis dar, Yukito Nishii spielte Ciel Phantomhive und Uehara Takuya kehrte in seine Rolle als Grell Sutcliff zurück. Das Musical wurde geschrieben von Mari Okada, Sakurako Fukuyama führte Regie. Die Musik stammt von Taku Iwasaki und die Songtexte wurden von Yukinojo Mori geschrieben.
Ein drittes Musical namens Musical Kuroshitsuji: Chi ni Moeru Licorice (ミュージカル黒執事 地に燃えるリコリス) soll vom 5. bis 23. September 2014 im Roppongi Blue Theater in Tokio, sowie vom 2. bis 5. Oktober 2014 im Theater Drama City in Osaka aufgeführt werden.

### Videospiel
Ein Action/Adventure Videospiel für den Nintendo DS mit dem Titel Black Butler: Phantom & Ghost wurde von Square Enix entwickelt und am 19. März 2009 veröffentlicht. Das Spiel wurde in zwei Versionen angeboten; eine limitierte Edition mit zusätzlichen Extras und die reguläre Edition. Das Spiel ist bisher ausschließlich im japanischen Raum erschienen.
Die Manga-Erfinderin Yana Toboso schaute den Entwicklern über die Schultern und entwarf selbst neue Charaktere für die Serie. Als Hauptcharaktere stehen dem Spieler sowohl Ciel als auch Sebastian zur Verfügung. Die Geschichte spielt zwischen dem 13. und dem 14. Kapitel im Manga. In dem Spiel sind mehrere Wege möglich; der Spieler trifft in Dialog Sequenzen Entscheidungen, die das Spiel beeinflussen.

### Buch
Am 27. Februar 2008 wurde das Buch Kuroshitsuji Character Guide „Sono Shitsuji, Shūgō“ (黒執事 キャラクターガイド ｢その執事、集合｣; ISBN 978-4-7575-2505-4) veröffentlicht. Außerdem erschienen TV Animation „Kuroshitsuji“ Black Record (TVアニメーション｢黒執事｣Black Record; ISBN 978-4-7575-2535-1) und die offizielle Comic-Anthologie Nijishitsuji (虹執事; ISBN 978-4-7575-2535-1) am 27. März 2009.

### Realfilm
Am 18. Januar 2014 startete die Realverfilmung Black Butler – Ein Teufel von einem Butler in den japanischen Kinos. Die Handlung wurde in das Asien der Zukunft verlegt: Im Jahre 2020 schließt Sebastian Michaelis einen Pakt mit einem Mädchen aus der Familie Genpō. Als Preis für ihre Seele wird sie beschützt, bis sie einen Racheplan beenden kann. Die deutsche Fassung wurde von TV+Synchron Berlin produziert.